# Sophie Chauveau (biathlète)
Pour les articles homonymes, voir Sophie Chauveau et Chauveau.
Sophie Chauveau, née le 12 juin 1999, est une biathlète française. Elle a fait ses débuts en Coupe du monde en 2022.

## Biographie

### Débuts
Née en Suisse, Sophie Chauveau-Heimer a grandi à Bogève (Haute-Savoie), puis sa famille a déménagé au Grand-Bornand où les installations étaient plus propices à son entrainement. Elle commence sa carrière internationale sur le circuit junior de l'IBU Cup en décembre 2016 à Lenzerheide. Lors de la saison suivante, elle obtient deux médailles de bronze aux championnats d'Europe junior 2018 à Pokljuka.
En 2019, elle remporte la médaille d'or du relais des championnats du monde junior à Brezno, avec Camille Bened et Lou Jeanmonnot, en devançant l'Allemagne et la Suède et décroche également une médaille individuelle, en bronze, sur la poursuite. Ces bonnes performances, combinées avec une huitième place sur l'individuel des championnats d'Europe de Minsk, lui permettent d'accéder au circuit sénior de l'IBU Cup en fin de saison.
Après un hiver 2019-2020 délicat, elle obtient une nouvelle médaille d'or en relais aux championnats du monde junior 2021, avec Paula Botet, Eve Bouvard et Camille Bened, puis monte sur son premier podium individuel en IBU Cup lors de la dernière étape de la saison 2020-2021, en terminant 3e de l'individuel court derrière Vanessa Voigt et Anastasiia Goreeva.
Malgré l'absence de podium sur la saison 2021-2022, sa régularité lui permet de signer son meilleur classement général en IBU Cup, en terminant 7e de celui-ci.

### Saison 2022-2023
La victoire de Lou Jeanmonnot sur le classement général en IBU Cup donne à l'équipe de France féminine un quota supplémentaire pour l'ouverture de la Coupe du monde de biathlon à Kontiolahti. Sophie Chauveau commence ainsi la saison 2022-2023 sur le plus prestigieux des circuits, et va directement marquer des points avec une 37e place sur l'individuel, une 34e sur le sprint et une 19e place sur la poursuite. Grâce à ces débuts prometteurs, elle est maintenue dans le groupe de la Coupe du monde aux dépens de Paula Botet et participe aux étapes d'Hochfilzen et du Grand-Bornand. Devant son public, à la faveur d'un 10/10 derrière la carabine, elle se classe 4e du sprint et accède à sa première cérémonie des fleurs sur sa cinquième épreuve dans l'élite. Elle confirme le lendemain en terminant huitième de la poursuite et intègre le top 25 du classement général, ce qui lui ouvre les portes de la mass-start. Elle termine cinquième de son premier départ groupé en Coupe du monde, bouclant ainsi une étape à domicile particulièrement réussie.

### Saison 2023-2024
Lors de la Coupe du monde 2023-2024, Sophie Chauvau monte sur le premier podium de sa carrière à l'occasion du sprint d'Oberhof en janvier 2024. Avec seulement une faute au tir, la biathlète se classe 3e, derrière sa compatriote Justine Braisaz-Bouchet et l'Allemande Franziska Preuss. Deux jours plus tard, elle participe au relais féminin. Troisième relayeuse, elle prend le relais de Justine Braisaz-Bouchet en étant en tête de la course. Malgré trois pioches au tir debout, elle transmet le relais à Julia Simon en ayant augmenté son avance de quelques secondes. Julia Simon conserve la tête et l'équipe de France s'impose devant la Norvège et la Suède. Trois jours plus tard, Sophie Chauveau est à nouveau la troisième relayeuse d'un relais féminin français victorieux, cette fois à Ruhpolding.
Aux championnats du monde 2024 à Nové Město, Sophie Chauveau termine quatrième du sprint, au pied du podium. Elle permet à la France de réaliser un quadruplé en se classant derrière Julia Simon (or), Justine Braisaz-Bouchet (argent) et Lou Jeanmonnot (bronze). Une telle performance collective n'avait été réalisée qu'une seule fois sur une épreuve individuelle féminine des championnats du monde, par l'URSS en 1984,. Dans la foulée elle termine également quatrième de la poursuite. Alignée en seconde position du relais français, principal favori de l'épreuve, elle craque au tir et doit visiter l'anneau de pénalité, une fois après la séance couché puis une autre fois après la séance debout. Cependant les performances de très haut niveau de ses coéquipières, les trois mêmes Françaises qui l'avaient devancée sur le sprint, compensent largement cette défaillance et permettent à Sophie Chauveau et l'équipe de France d'obtenir leur premier titre mondial de relais féminin de l'histoire.
Au début du troisième « trimestre » à Oslo, Sophie Chauveau remporte une nouvelle victoire collective, en relais mixte, en signant cette fois une belle performance. Entre janvier et mars 2024, elle aura gagné les quatre relais sur lesquels elle a été alignée au sein de l'équipe de France. Si ensuite elle manque l'étape de Soldier Hollow en raison d'une interdiction administrative d'accès au territoire des États-Unis, elle est en revanche bien présente à Canmore au Canada pour participer à l'étape finale. Elle boucle la Coupe du monde 2023-2024 à la vingtième place du classement général, soit une place de mieux que la saison précédente.

### Saison 2024-2025
Sophie Chauveau est en difficulté au début de la Coupe du monde de biathlon 2024-2025, en raison d'un tir défaillant. Hors des points lors de la première étape, elle crée cependant la surprise à Hochfilzen la semaine suivante en signant le meilleur résultat individuel de sa carrière avec une deuxième place sur le sprint. Sur cette épreuve elle réalise son seul sans faute de tout le mois de décembre. Sa vingt-cinquième place au classement général à la trêve de Noël est insuffisante, compte tenu du niveau très élevé de la concurrence chez les Françaises. Elle doit ainsi céder sa place en Coupe du monde pour l'étape de reprise à Oberhof en janvier 2025 au profit de Paula Botet qui excelle en IBU Cup. Elle est sélectionnée pour les championnats d'Europe 2025 à Martell-Val Martello où elle fait partie du relais féminin (avec Camille Bened, Amandine Mengin et Gilonne Guigonnat) qui remporte la médaille d'argent derrière l'équipe allemande et devant l'équipe italienne.

## Palmarès

### Championnat du monde
| Édition \ Épreuve | Individuel | Sprint | Poursuite | Mass start | Relais               | Relais mixte | Relais mixte simple |
| ----------------- | ---------- | ------ | --------- | ---------- | -------------------- | ------------ | ------------------- |
| Oberhof 2023      | —          | 27e    | 9e        | —          | —                    | —            | —                   |
| Nové Město 2024   | —          | 4e     | 4e        | 18e        | Médaille d'or, monde | —            | —                   |

- — : non disputée par Sophie Chauveau

### Coupe du monde
- Meilleur classement général : 20e en 2024.
- 8 podiums : 
  - 2 podiums individuels : 1 deuxième place et 1 troisième place.
  - 5 podiums en relais : 3 victoires et 2 deuxièmes places.
  - 1 podium en relais mixte : 1 victoire.

Mis à jour le 15 décembre 2024

#### Classements en Coupe du monde
| Saison    | Individuel | Individuel | Individuel | Sprint  | Sprint | Sprint | Poursuite | Poursuite | Poursuite | Mass start | Mass start | Mass start | Général | Général | Général    |
| Saison    | Courses    | Points     | Class.     | Courses | Points | Class. | Courses   | Points    | Class.    | Courses    | Points     | Class.     | Courses | Points  | Classement |
| --------- | ---------- | ---------- | ---------- | ------- | ------ | ------ | --------- | --------- | --------- | ---------- | ---------- | ---------- | ------- | ------- | ---------- |
| 2022-2023 | 3 / 3      | 4          | 63e        | 7 / 7   | 104    | 22e    | 5 / 6     | 127       | 16e       | 4 / 4      | 86         | 15e        | 19 / 20 | 321     | 21e        |
| 2023-2024 | 3 / 3      | 46         | 22e        | 6 / 7   | 101    | 23e    | 6 / 7     | 80        | 27e       | 4 / 4      | 120        | 10e        | 19 / 21 | 347     | 20e        |
| 2024-2025 | 1 / 3      | 0          | n.c        | 5 / 7   | 75     | 36e    | 4 / 6     | 55        | 37e       | 1 / 5      | 20         | 50e        | 11 / 21 | 150     | 41e        |

#### Résultats détaillés en Coupe du monde
| 2022-2023 |        |        |        |        |        |        |        |        |       |        |        |        |        |        | .      | .     | .  | .      |        |        |        |        |        |         |        | 21e |
| 2022-2023 | IN 37e | SP 34e | PU 19e | SP 71e | PU     | SP 4e  | PU 8e  | MS 5e  | SP 8e | PU 11e | IN 43e | MS 12e | SP 28e | PU 24e | SP 27e | PU 9e | IN | MS     | SP 42e | PU 17e | IN 64e | MS 26e | SP 64e | PU Ann. | MS 30e | 21e |
| 2023-2024 |        |        |        |        |        |        |        |        |       |        |        |        |        |        | .      | .     | .  | .      |        |        |        |        |        |         |        | 20e |
| 2023-2024 | IN 29e | SP 20e | PU 12e | SP 40e | PU 38e | SP 22e | PU 35e | MS 9e  | SP 3e | PU 13e | SP 42e | PU 31e | SI 54e | MS 18e | SP 4e  | PU 4e | IN | MS 18e | IN 8e  | MS 7e  | SP     | PU     | SP 48e | PU 37e  | MS 12e | 20e |
| 2024-2025 |        |        |        |        |        |        |        |        |       |        |        |        |        |        | .      | .     | .  | .      |        |        |        |        |        |         |        | 41e |
| 2024-2025 | SI 69e | SP 50e | MS     | SP 2e  | PU 11e | SP 42e | PU 31e | MS 21e | SP    | PU     | IN     | MS     | SP     | PU     | SP     | PU    | IN | MS     | SP 43e | PU 35e | IN     | MS     | SP 49e | PU 32e  | MS     | 41e |

#### Podium en relais en Coupe du monde
| Podiums en relais en Coupe du monde | Podiums en relais en Coupe du monde | Podiums en relais en Coupe du monde | Podiums en relais en Coupe du monde | Podiums en relais en Coupe du monde | Podiums en relais en Coupe du monde | Podiums en relais en Coupe du monde | Podiums en relais en Coupe du monde | Podiums en relais en Coupe du monde | Podiums en relais en Coupe du monde | Podiums en relais en Coupe du monde |
| n°                                  | Saison                              | Date                                | Lieu                                | Épreuve                             | Résultat                            | Composition                         | Composition                         | Composition                         | Composition                         | Compétition                         |
| ----------------------------------- | ----------------------------------- | ----------------------------------- | ----------------------------------- | ----------------------------------- | ----------------------------------- | ----------------------------------- | ----------------------------------- | ----------------------------------- | ----------------------------------- | ----------------------------------- |
| 1                                   | 2023-2024                           | 07-01-2024                          | Oberhof                             | Relais 4 x 6 km                     | Médaille d'or                       | L. Jeanmonnot                       | J. Braisaz-Bouchet                  | S. Chauveau                         | J. Simon                            | Coupe du monde                      |
| 2                                   | 2023-2024                           | 10-01-2024                          | Ruhpolding                          | Relais 4 x 6 km                     | Médaille d'or                       | L. Jeanmonnot                       | J. Richard                          | S. Chauveau                         | J. Simon                            | Coupe du monde                      |
| 3                                   | 2023-2024                           | 17-02-2024                          | Nové Město                          | Relais 4 x 6 km                     | Médaille d'or, monde                | L. Jeanmonnot                       | S. Chauveau                         | J. Braisaz-Bouchet                  | J.Simon                             | Championnats du monde               |
| 4                                   | 2023-2024                           | 03-03-2024                          | Oslo                                | Relais mixte                        | Médaille d'or                       | J.Simon                             | S. Chauveau                         | F. Claude                           | Q. Fillon Maillet                   | Coupe du monde                      |
| 5                                   | 2024-2025                           | 01-12-2024                          | Kontiolahti                         | Relais 4 x 6 km                     | Médaille d'argent                   | L. Jeanmonnot                       | J. Braisaz-Bouchet                  | S. Chauveau                         | J. Simon                            | Coupe du monde                      |
| 6                                   | 2024-2025                           | 15-12-2024                          | Hochfilzen                          | Relais 4 x 6 km                     | Médaille d'argent                   | Julia Simon                         | J. Braisaz-Bouchet                  | S. Chauveau                         | L. Jeanmonnot                       | Coupe du monde                      |

### Championnats d'Europe Open
| Édition \ Épreuve         | Individuel | Sprint | Poursuite | Relais                           | Relais mixte                     | Relais mixte simple              |
| ------------------------- | ---------- | ------ | --------- | -------------------------------- | -------------------------------- | -------------------------------- |
| Minsk-Raubichi 2019       | 8e         | 68e    | —         | Épreuve inexistante à cette date | 9e                               | —                                |
| Duszniki-Zdrój 2021       | 55e        | 19e    | 22e       | Épreuve inexistante à cette date | 12e                              | —                                |
| Arber 2022                | 39e        | 20e    | 16e       | Épreuve inexistante à cette date | 4e                               | —                                |
| Martell-Val Martello 2025 | 14e        | 5e     | 5e        | Médaille d'argent, Europe        | Épreuve inexistante à cette date | Épreuve inexistante à cette date |

Légende :
- — : non disputée par Sophie Chauveau

### IBU Cup
- Meilleur classement général: 7e en 2021-2022

#### Podiums individuels en IBU Cup
| Podiums individuels en IBU Cup | Podiums individuels en IBU Cup | Podiums individuels en IBU Cup | Podiums individuels en IBU Cup | Podiums individuels en IBU Cup | Podiums individuels en IBU Cup |
| n°                             | Saison                         | Date                           | Lieu                           | Épreuve                        | Résultat                       |
| ------------------------------ | ------------------------------ | ------------------------------ | ------------------------------ | ------------------------------ | ------------------------------ |
| 1                              | 2020-2021                      | 10-03-2021                     | Obertilliach                   | Individuel court 12,5 km       | Médaille de bronze             |
| 2                              | 2022-2023                      | 02-02-2023                     | Obertilliach                   | Sprint 7,5 km                  | Médaille d'argent              |
| 3                              | 2024-2025                      | 09-01-2025                     | Arber                          | Sprint 7,5 km                  | Médaille d'argent              |
| 4                              | 2024-2025                      | 07-02-2025                     | Ridnaun-Val Ridanna            | Poursuite 10 km                | Médaille de bronze             |
| 5                              | 2024-2025                      | 08-02-2025                     | Ridnaun-Val Ridanna            | Mass-Start 60 12,5 km          | Médaille d'or                  |

### Championnats du monde juniors
| Édition \ Épreuve   | Individuel | Sprint | Poursuite                 | Relais               |
| ------------------- | ---------- | ------ | ------------------------- | -------------------- |
| Otepää 2018         | 23e        | 10e    | 20e                       | —                    |
| Brezno-Osrblie 2019 | 29e        | 5e     | Médaille de bronze, monde | Médaille d'or, monde |
| Obertilliach 2021   | 33e        | 10e    | 22e                       | Médaille d'or, monde |

Légende :
- : première place, médaille d'or
- : troisième place, médaille de bronze
- — : non disputée par Sophie Chauveau

### Championnats d'Europe juniors
| Édition \ Épreuve | Individuel | Sprint                     | Poursuite                  | Relais mixte | Relais mixte simple |
| ----------------- | ---------- | -------------------------- | -------------------------- | ------------ | ------------------- |
| Pokljuka 2018     | 32e        | Médaille de bronze, Europe | Médaille de bronze, Europe | —            | —                   |

Légende :
- : troisième place, médaille de bronze
- — : non disputée par Sophie Chauveau

### Championnats de France
- 2024
  - Championne de France de la mass start

### Championnats de France de biathlon d'été
- 2023
  - 2e du sprint court

## Décoration
- Médaille de la jeunesse, des sports et de l'engagement associatif, or (2024)[14]